# Kaributas

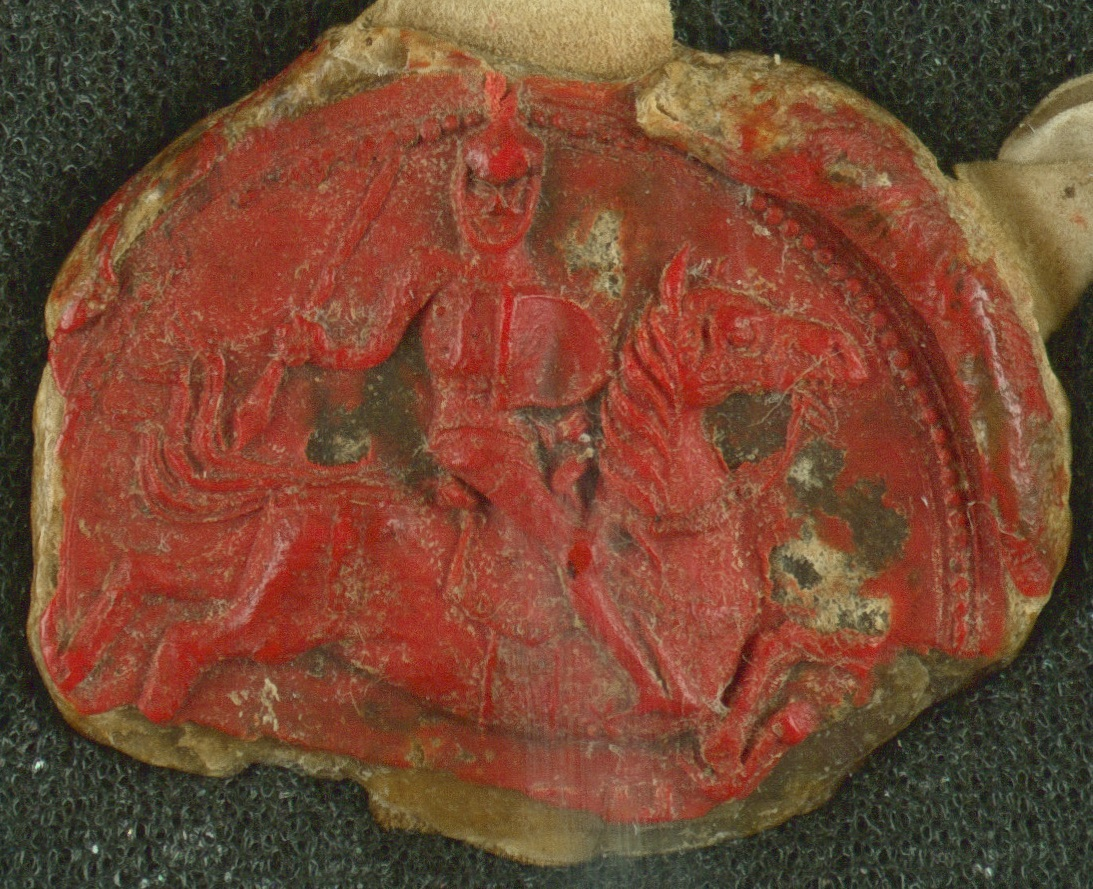
Authentisches Siegel von Kaributas aus dem Jahr 1386

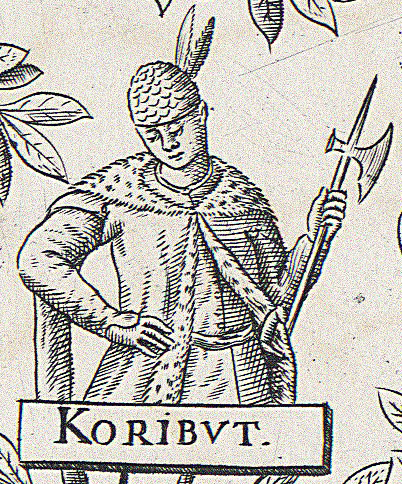
Imaginäres Bild von Kaributas, gemalt 1675

Kaributas (nach orthodoxen Riten getauft, bekam den Namen Dmitry; † 1404) war ein litauischer Herzog aus der Gediminas-Dynastie, der Sohn des litauischen Großherzog Algirdas und der Uljana von Twer. Er war der Vater von Žygimantas Kaributaitis.
Mit einer Vereinbarung mit Jogaila, der den Thron des Großherzogs von Litauen wiedererlangen wollte, lehnte er sich im Mai 1382 gegen den litauischen Großherzog Kęstutis auf. Kęstutis verließ Vilnius mit seiner Armee, um den Aufstand niederzuschlagen, wurde jedoch von der Armee des Kaributas besiegt, und Jogaila eroberte Vilnius und erlangte seinen Thron zurück.
Wahrscheinlich für die Unterstützung gegen Kęstutis und Vytautas bekam er vom Bruder Jogaila die Herrschaft über das Herzogtum Nawahrudak (ganz oder teilweise) und Lida.
1385 bestätigte er die Vereinigung von Krewo mit seinen Brüdern und dem Cousin Vytautas dem Großen.